# 真新街道
真新街道，是中华人民共和国上海市嘉定區下辖的一个乡镇级行政单位。面积5.09平方公里。户籍人口4.23万人（2008年）。

## 歷史
真新街道原名真新新村街道，成立於1995年，原為江橋鎮的一部分。2006年9月15日，真新新村街道更名为真新街道。

## 行政区划
真新街道下辖以下居委会：
新丰社区、丰一社区、丰二社区、祁连社区、金沙社区、新郁社区、金汤社区、铜川社区、双河社区、栅桥社区、吉镇社区、虬江社区、清峪社区、丰庄社区和金栅桥社区。